# إريك إبرامز
اريك إبرامز (بالإنجليزية: Eric Abrams)‏ هو لاعب كرة قدم أمريكية أمريكي، ولد في 1974 في University City, San Diego ‏ في الولايات المتحدة.